# Indianapolis 500 1935
Das 23. Indianapolis 500 (offiziell 23rd 500 Mile International Sweepstakes Race) auf dem Indianapolis Motor Speedway fand am 30. Mai 1935 statt.

## Das Rennen
Das Rennen ging über eine Distanz von 200 Runden à 4,023 km, was einer Gesamtdistanz von 804,672 km entspricht. Aus der Pole-Position startete Rex Mays mit einer Zehnrunden-Durchschnittszeit von 12:25.43 Min. oder 120,736 mph (194,305 km/h). Das Rennen war der erste Lauf zur AAA-Saison 1935.

## Ergebnisse

### Startaufstellung
| Reihe | Innen           | Mitte           | Außen          |
| ----- | --------------- | --------------- | -------------- |
| 1     | Rex Mays        | Al Gordon       | Floyd Roberts  |
| 2     | Louis Meyer     | Bill Cummings   | Tony Gulotta   |
| 3     | Ralph Hepburn   | Fred Frame      | Chet Gardner   |
| 4     | Mauri Rose      | Russ Snowberger | Babe Stapp     |
| 5     | Deacon Litz     | George Connor   | Doc MacKenzie  |
| 6     | Cliff Bergere   | Chet Miller     | Harry McQuinn  |
| 7     | Shorty Cantlon  | Wilbur Shaw     | Al Miller      |
| 8     | Kelly Petillo   | Lou Moore       | Frank Brisko   |
| 9     | Clay Weatherly  | Ted Horn        | Johnny Seymour |
| 10    | Freddy Winnai   | George Bailey   | Jimmy Snyder   |
| 11    | Harris Insinger | Louis Tomei     | Bob Sall       |

### Schlussklassement
| Pos. | Nr. | Name                | Chassis      | Motor       | Zeit/Rückstand         | Qualifikation ø 10 Rd. mph | Start |
| ---- | --- | ------------------- | ------------ | ----------- | ---------------------- | -------------------------- | ----- |
| 1    | 5   | Kelly Petillo       | Wetteroth    | Offenhauser | 200                    | 115,095                    | 22    |
| 2    | 14  | Wilbur Shaw         | Shaw         | Offenhauser | 200                    | 116,854                    | 20    |
| 3    | 1   | Bill Cummings (W)   | Miller       | Miller      | 200                    | 116,901                    | 5     |
| 4    | 22  | Floyd Roberts (R)   | Miller       | Miller      | 200                    | 118,671                    | 3     |
| 5    | 21  | Ralph Hepburn       | Miller       | Miller      | 200                    | 115,156                    | 7     |
| 6    | 9   | Shorty Cantlon      | Stevens      | Miller      | 200                    | 118,205                    | 19    |
| 7    | 18  | Chet Gardner        | Stevens      | Miller      | 200                    | 114,556                    | 9     |
| 8    | 16  | Deacon Litz         | Miller       | Miller      | 200                    | 114,488                    | 13    |
| 9    | 8   | Doc MacKenzie       | Rigling      | Miller      | 200                    | 114,294                    | 15    |
| 10   | 34  | Chet Miller         | Summers      | Miller      | 200                    | 113,552                    | 17    |
| 11   | 19  | Fred Frame (W)      | Wetteroth    | Miller      | 200                    | 114,701                    | 8     |
| 12   | 36  | Louis Meyer (W)     | Stevens      | Miller      | 200                    | 117,938                    | 4     |
| 13   | 15  | Cliff Bergere       | Rigling      | Buick       | 196 (Kraftstoffmangel) | 114,162                    | 16    |
| 14   | 62  | Harris Insinger (R) | Mikan-Carson | Studebaker  | 185                    | 111,729                    | 31    |
| 15   | 4   | Al Miller           | Rigling      | Miller      | 178 (Elektrik)         | 115,303                    | 21    |
| 16   | 43  | Ted Horn (R)        | Miller-Ford  | Ford        | 145 (Lenkung)          | 113,213                    | 26    |
| 17   | 33  | Rex Mays            | Adams        | Miller      | 123 (Defekt)           | 120,736                    | 1     |
| 18   | 7   | Lou Moore           | Miller       | Miller      | 116 (Lenkung)          | 114,180                    | 23    |
| 19   | 37  | George Connor (R)   | Stevens      | Miller      | 112 (Kraftübertragung) | 114,321                    | 14    |
| 20   | 2   | Mauri Rose          | Miller       | Miller      | 103 (Defekt)           | 116,470                    | 10    |
| 21   | 44  | Tony Gulotta        | Stevens      | Miller      | 102 (Elektrik)         | 115,459                    | 6     |
| 22   | 39  | Jimmy Snyder (R)    | Snowberger   | Studebaker  | 97 (Defekt)            | 112,249                    | 30    |
| 23   | 41  | Frank Brisko        | Rigling      | Studebaker  | 79 (Defekt)            | 113,307                    | 24    |
| 24   | 42  | Johnny Seymour      | Miller-Ford  | Ford        | 71 (Ölleck)            | 112,696                    | 27    |
| 25   | 17  | Babe Stapp          | Adams        | Miller      | 70 (Kühlung)           | 116,736                    | 12    |
| 26   | 35  | George Bailey       | Miller-Ford  | Ford        | 65 (Lenkung)           | 113,432                    | 29    |
| 27   | 3   | Russ Snowberger     | Miller       | Miller      | 59 (Auspuff)           | 114,209                    | 11    |
| 28   | 26  | Louis Tomei (R)     | Miller       | Lencki      | 47 (Ventile)           | 110,794                    | 32    |
| 29   | 46  | Bob Sall (R)        | Miller-Ford  | Ford        | 47 (Lenkung)           | 110,519                    | 33    |
| 30   | 6   | Al Gordon           | Weil         | Miller      | 17 (Unfall)            | 119,481                    | 2     |
| 31   | 27  | Freddie Winnai      | Duesenberg   | Miller      | 16 (Lenkung)           | 115,138                    | 28    |
| 32   | 45  | Clay Weatherly (R)  | Stevens      | Miller      | 9 (Unfall)             | 115,902                    | 25    |
| 33   | 66  | Harry McQuinn       | Rigling      | Miller      | 4 (Lenkung)            | 111,111                    | 18    |

(W)=früherer Gewinner / (R)=Rookie / alle Starter auf Firestone-Reifen

### Führungsrunden
| Fahrer        | Anzahl |
| ------------- | ------ |
| Kelly Petillo | 102    |
| Rex Mays      | 89     |
| Wilbur Shaw   | 5      |
| Babe Stapp    | 4      |